# تمودة

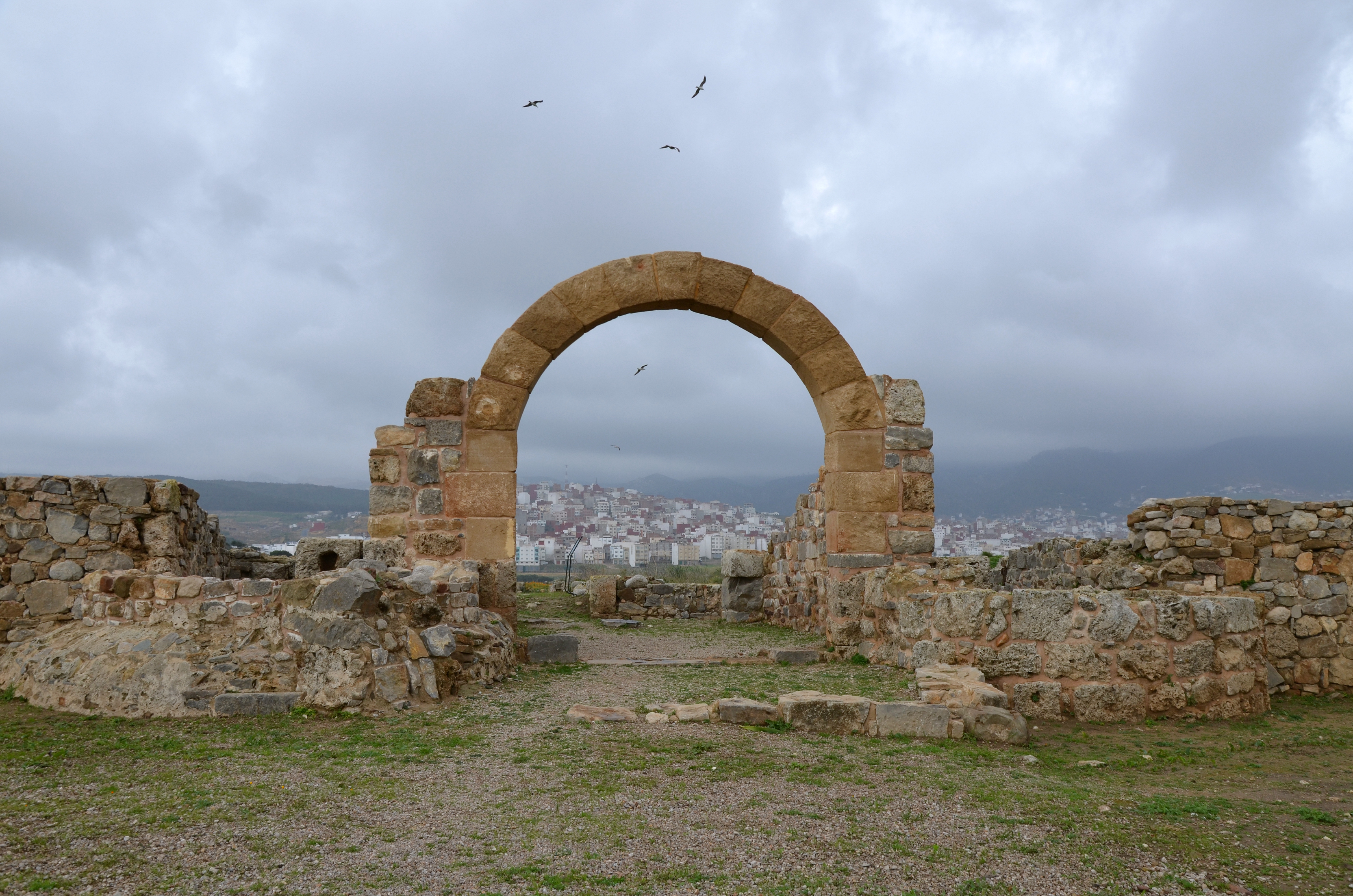
المعسكر العسكري الروماني في تمودا.

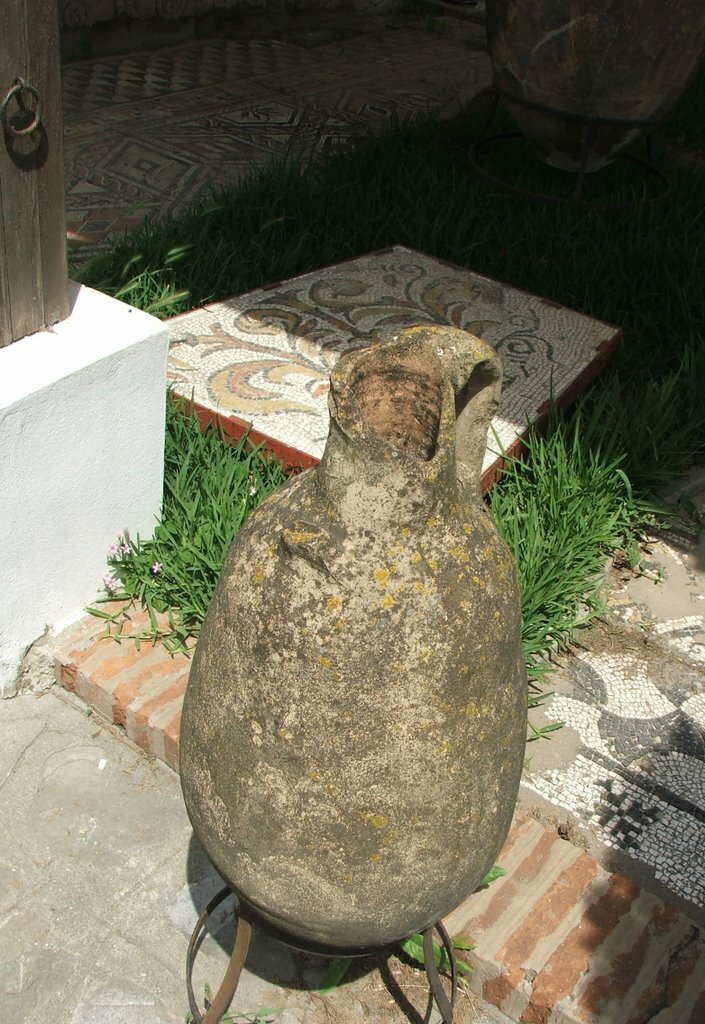
أمفورا رومانية في متحف تطوان الأثري

تمودة مدينة قديمة أسسها المور الامازيغ بامرة الملك الموريطاني باكا اي المروج كمدينة تجارة على ضفة البحر الأبيض المتوسط سنة 200 سنة قبل الميلاد وتقع تمودة الغابرة بالمملكة المغربية، وسط سهل خصب على الضفة اليمنى لوادي مارتيل، وعلى بعد 5 كلم جنوب غرب تطوان بجانب الطريق المؤدية إلى شفشاون.
يعتبر «التاريخ الطبيعي» لبلنيوس الشيخ الذي توفي سنة 79م أقدم نص ذكر المدينة. وقد تمكن علماء الآثار من توطينها بالموقع بعد أن عثروا بين أنقاضها على نقيشة لاتينية تحمل اسم تمودة. وتبرز البقايا الأثرية التي عثر عليها في هذا الموقع المستوى الحضاري الرفيع الذي بلغته هذه المدينة خلال القرنين الثاني والأول قبل الميلاد. ويبدو ذلك جليا من خلال تصميم المدينة ما قبل الرومانية ذات الطابع الهلينستي الفينيقي المنتظم وكذا من خلال الجودة التي طبعت بناياتها المتناسقة. فقد عرفت تمودة الفينيقية الموريطنية تمدنا وازدهارا سريعين بحيث اتسعت شوارعها المتعامدة وتعددت المنازل المطلة عليها. ولقد ساهم موقعها الاستراتيجي في هذا النمو إذ مكن الفينيق من العمل على بناء وتطوير مدينتهم في مأمن من المخاطر الخارجية.
في النصف الأول من القرن الأول الميلادي، ونظرا للمزايا المتعددة لموقع تمودة، عمل الرومان على تشييد مدينة ثانية فوق أنقاض المدينة المهدمة. وكان أول ما قاموا ببنائه هو معسكر دائم للمراقبة، استمر في لعب دوره إلى غاية الربع الأول من القرن الخامس الميلادي.
لقد أثبتت الحفريات الأثرية لموقع تمودة وجود آثار مدينتين متعاقبتين، تتشكل الأولى من المدينة الفينيقية الموريطنية التي أسست حوالي 200 ق. م وهدمت خلال النصف الأول من القرن الأول قبل الميلاد، ليعاد بناؤها قبل أن تخرب مرة ثانية سنة 40 م على إثر أحداث ثورة إيديمون. أما تمودة الثانية فهي عبارة عن حصن روماني شيد وسط المدينة المهدمة، وهو معلمة مربعة الشكل، يصل ضلعها إلى 80 مترا، وتحيط بها أسوار ضخمة مبنية بالحجارة ومدعمة بعشرين برجا ومفتوحة بأربعة أبواب تحميها أبراج متينة. كما تم الكشف عن مذبح خاص بآلهة النصر الأغسطسية وعدد كبير من اللقى المتمثلة في تماثيل برونزية ونقود وأواني
قامت وزارة الثقافة بإدراج موقع تمودة الأثري في عداد الأثار الوطنية سنة 2005، تلاها بعد ذلك إطلاق برامج بحث ورد الإعتبار للموقع من قبيل البرامج العلمية للبحث الأثري قصد تحيين المعلومات المتوفرة بخصوص تاريخ تمودة، ومشاريع ترميم البقايا الأثرية، وافتتاح الموقع للزوار.

## وصلات خارجية
- (فيديو) وثائقي عن حضارة تمودة شمال المغرب على يوتيوب